# Elena Gentile
Elena Gentile, née le 2 novembre 1953 à Cerignola, est une femme politique italienne du Parti démocrate (PD).

## Biographie
Diplômée en médecine à l'université de Padoue et devient pédiatre à l'hôpital de Cerignola. Elle s'inscrit au Parti communiste italien en 1984, puis au Parti des démocrates de gauche et aux Démocrates de gauche. Elle devient en 1985 conseiller municipal de Cerignola. De juillet 1991 à août 1992, elle est le maire de Cerignola.
Elle est élue député européen d'Italie de la 8e législature le 25 mai 2014.